# Carlos Martínez de Irujo y Tacón
Carles Manuel Martínez de Irujo y Tacón Erice y Gamiz (Cartagena, 4 de desembre de 1765 − Madrid, 17 de gener de 1824) fou un diplomàtic i polític espanyol, I Marquès de la Casa d'Irujo (des del 6 de març de 1803), cavaller de l'Orde de Carles III, Secretari d'Estat en tres ocasions (1812, 1818-9 i 1823).

## Vida
Fill del matrimoni hagut entre Manuel Martínez de Irujo y de Erice, natural de Beriáin (Navarra), Comptador en l'exèrcit del Regne de València, i Narcisa Tacón y Gámiz, Carlos Martínez de Irujo i Tacón va ser instruït en la Universitat de Salamanca, i el 1786 va ser nomenat secretari en la legació espanyola a Holanda. El 1794, treballant com a primer secretari a l'ambaixada espanyola a Londres va tenir una filla il·legítima anomenada Lavinia de Irujo. Es conserven diversos dibuixos seus executats per l'artista Henry Fuseli (1741-1825). Durant la seva estada a Gran Bretanya va perfeccionar l'idioma i va adquirir considerables coneixements d'economia, realitzant la traducció a l'espanyol de la Riquesa de les Nacions, d'Adam Smith.
Va ser promogut a ministre extraordinari i plenipotenciari de Sa Majestat Catòlica en la Legació espanyola de Filadèlfia, en substitució de l'encarregat de negocis José Jáudenes y Nebot. Va prendre possessió del càrrec en el juny de 1796, i el va exercir per l'espai de dotze anys, fins a 1807. Va assolir fama als Estats Units per les seves presumptes conspiracions separatistes amb el vicepresident Aaron Burr.
El 1809 va ser substituït per Luis de Onís, tornant a una Espanya esquinçada per la Guerra del francès. Es va oferir per al càrrec de ministre plenipotenciari a Portugal, però no va arribar a ocupar el lloc perquè, en acreditar només Portugal un encarregat de negocis, el nou president de la Junta Suprema Central, el Marquès d'Astorga, va considerar més oportú enviar-lo a Rio de Janeiro, on hi havia la cort en l'exili de Joan VI de Portugal. Al Brasil va tractar de coordinar esforços per posar fi a la revolta del virregnat del Riu de la Plata. A partir de la Revolució de Maig i la instal·lació de la Primera Junta a Buenos Aires el maig de 1810, va ser un dels organitzadors de l'oposició als rebels a Montevideo. Va aconseguir el suport naval del monarca lusità, i el 1811 va negociar un armistici amb Manuel de Sarratea.
Va ocupar per primera vegada a la Secretaria d'Estat entre el 23 de juny i el 27 de setembre de 1812. Una segona, amb caràcter interí, entre 14 setembre 1818 i el 12 de juny del 1819, però va caure abatut pels maniobres de Lozano de Torres, home de confiança del Rei. La seva tasca més destacada durant aquest mandat va ser la recomanació de resoldre el problema americà amb mitjans exclusivament espanyols, al·legant que només mitjançant un considerable augment de la potència militar a Amèrica podria aquesta tornar a l'obediència d'Espanya, com desitjava la major part de la seva població. La Casa Irujo va fer aprovar pel Consell d'Estat una consulta en què es recomanava a Ferran VII redoblar els intents de pacificar els territoris ultramarins mitjançant l'organització d'un potent exèrcit, la destinació acordada va ser Riu de la Plata. Aquest exèrcit, al comandament del comte de la Bisbal, seria el que s'alçaria a Las Cabezas de San Juan (Sevilla) l'1 de gener de 1820, resultant en la restauració de la Constitució de Cadis i l'anomenat Trienni liberal.
Va ocupar el càrrec d'ambaixador a França durant aquest període, i va tornar finalment al Ministeri d'Estat ia la direcció del Govern el 2 de desembre de 1823, reemplaçant l'ultrareaccionari Víctor Damián Sáez, però va deixar el càrrec en mans de Narcís Heredia, comte de Ofalia, com a interí durant la seva malaltia el 25 de desembre. Va morir menys d'un mes després, el 17 de gener de 1824.

## Matrimoni i fills
Durant la seva estada als Estats Units, el 10 abril 1798 Irujo va contreure matrimoni amb Sarah McKean (1777-1841), la filla de 16 anys del governador de Pennsilvània Thomas McKean, un dels homes més respectats del país, firmant de la Declaració d'Independència. D'aquest matrimoni va haver un únic fill: 
Carlos Martínez de Irujo y McKean (1802-1855), duc de Sotomayor, que va arribar a ser President del Consell de Ministres d'Espanya el 1847.

## Semblança
| « | Era un home petit, obstinat, impetuós i una mica vanitós, de cabell vermellós, molt ric, infinitament susceptible, extremadament intel·ligent i molt atractiu (...) li agradava Amèrica, la comprenia i la gaudia; era tremendament popular a Filadèlfia i Washington, quan condescendia a personar-se allà, es trobava en intimitat amb la Casa Blanca. Tot i que perdia els papers de tant en tant, i encara que no deixava anar discursos als diaris, servia al seu Rei amb enèrgica lleialtat; va portar la seva tasca amb dignitat i astúcia, mai va oblidar el respecte degut a la seva posició, encara que posseïa tendències democràtiques que treia a la llum en trobades privades; era l'únic ministre de primer rang a Amèrica, i conseqüentment el líder del cos diplomàtic, va contribuir a la societat americana amb les brillants qualitats de la seva personalitat elegant i encertada, era un extraordinari cavaller. Extracte d'Aaron Burr, Samuel H. Wandell, Meade Minnigerode, 1925. | » |